# Nymphidium parthenium
Nymphidium parthenium är en fjärilsart som beskrevs av Hans Ferdinand Emil Julius Stichel 1924. Nymphidium parthenium ingår i släktet Nymphidium och familjen Riodinidae. Inga underarter finns listade i Catalogue of Life.